# Cirrochroa lapaona
Cirrochroa lapaona är en fjärilsart som beskrevs av Napoleon Manuel Kheil 1884. Cirrochroa lapaona ingår i släktet Cirrochroa och familjen praktfjärilar. Inga underarter finns listade i Catalogue of Life.